# Чудновский, Эдуард Анатольевич
Эдуа́рд Анато́льевич Чудно́вский (род. 3 января 1991, Минск) — белорусский футболист, полузащитник.

## Биография
Воспитанник частной столичной футбольной школы «Фортуна». Там он занимался до 14 лет, после чего перешёл в БАТЭ-РМ. Команда 1991 года рождения, возглавляемая Вадимом Мурсаловым неоднократно занимала высокие места в юношеском чемпионате Беларуси. Чудновский, выступавший на позиции «под нападающими», и его партнёры, в числе которых были Роман Степанов, Кирилл Алексиян и Олег Патоцкий, два раза завоевали серебро и однажды — бронзу. И довольно большой группой перебрались в дубль «жёлто-синих» под начало тренера Дмитрия Шевчука.
Там Чудновский провёл четыре сезона и действовал не только в центре поля, но и на левом фланге полузащиты. Эдуард запомнился исполнением «стандартов», умением разогнать атаку, отдать умную передачу, пробить издали. В 2011-м он стал победителем первенства Беларуси среди дублирующих составов, отыграв в 32 матчах из 33.
За основную команду БАТЭ Чудновский провел два поединка в Кубке страны-2011/12. Он выходил на замены в концовках встреч с «Городеей» и брестским «Динамо».
В начале следующего года было принято решение отдать футболиста в аренду. В таком статусе он на протяжении четырёх сезонов успел поиграть за могилевский «Днепр», слонимский «Белтрансгаз» и пинскую «Волну»..
В 2014 году покинул БАТЭ в качестве свободного агента. В конце февраля перешёл в ереванский «Арарат». Однако в армянском клубе Чудновский пробыл совсем не долго и вернулся обратно в белорусский чемпионат, перейдя в «Клецк».
В начале 2015 года подписал контракт с футбольным клубом «Лида». Стал одним из лидеров команды, провёл все 30 матчей в сезоне 2015. В начале 2016 года перешёл в «Сморгонь», где также был игроком основы. В первой половине 2018 года сыграл всего лишь в четырёх матчах и в июле покинул команду, пополнив состав «Орши». По окончании сезона покинул оршанский клуб.
В апреле 2019 года присоединился к «Молодечно», где выступал до лета.

## Сборная
Чудновский в 2007 году являлся игроком юношеской сборной Беларуси до 17, проведя в её рядах 3 встречи. Также, в активе Эдуарда 3 матча за молодёжную сборную Беларуси.